# Itala (automóviles)
Itala fue un fabricante italiano de automóviles fundado en Turín en 1904 por Mateo Ceirano y otros cinco asociados. En 1929 la compañía fue comprada por el fabricante de camiones Officine Metallurgiche e Meccaniche di Tortona quien mantuvo activa la producción hasta 1935, fecha en la que Fiat adquiere los restos de la compañía.

## Historia
En 1903 Matteo deja solo a su hermano Giovanni Battista Ceirano al frente de Fratelli Ceirano & C. y funda una nueva empresa automovilística, Matteo Ceirano & C. En 1904 cambia su razón social a Matteo Ceirano & C. - Vetture Marca Itala, que en septiembre de ese mismo año adopta la denominación Itala Fabbrica Automobili.

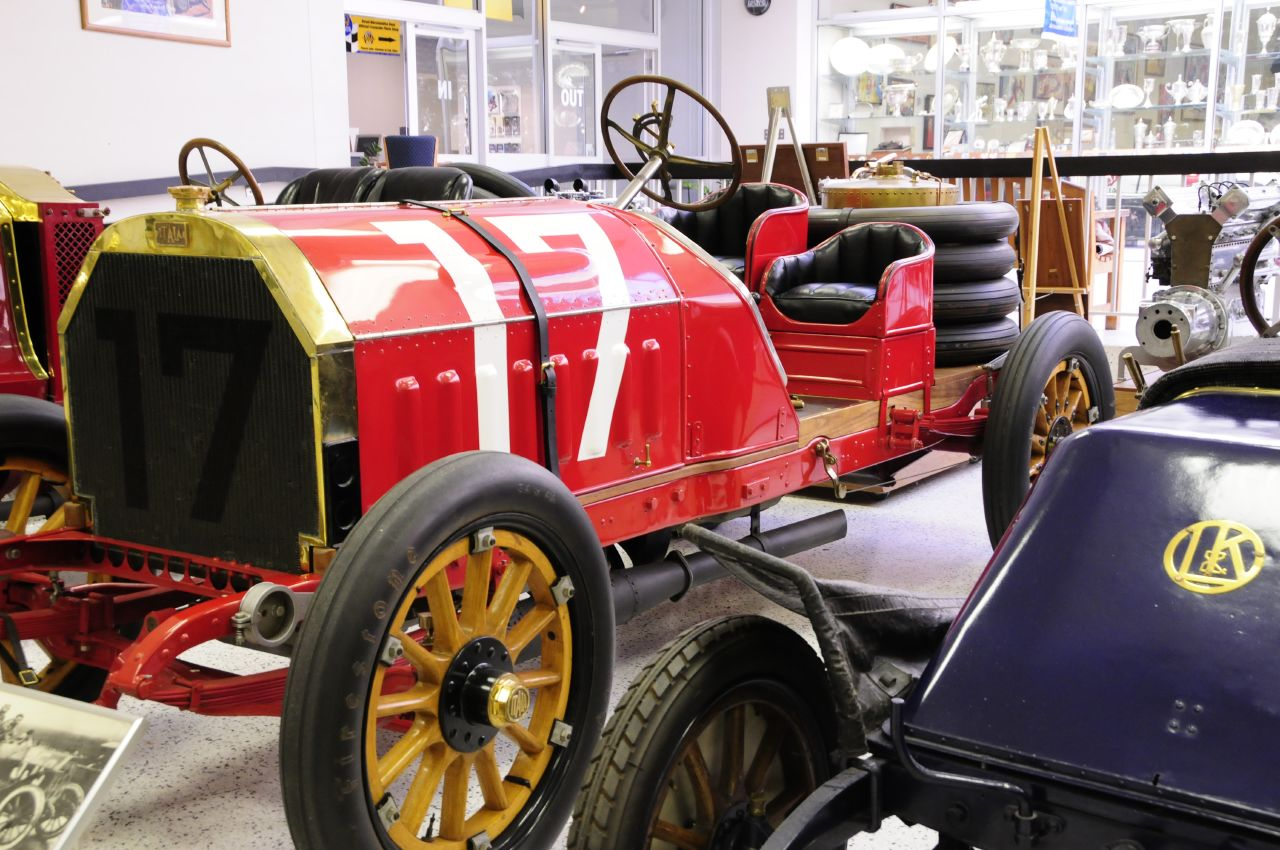
Itala GP con motor de 14.8 litros de cilindrada.

Tres automóviles fueron presentados por Itala en el primer año de producción, el 18 hp, el 24 hp y el Itala 50 hp. En 1905 comenzaron la producción de modelos de deportivos de gran cilindrada como el Itala GP, que contaba con un motor de 5 cilindros y 14.8 litros de cilindrada, con el cual ganaron las carreras de Coppa Florio y un año después la Targa Florio. En 1907 un modelo 35/45 hp conducido por Scipione Borghese ganó la carrera Pekín-París, que se llevó a cabo en el transcurso de sesenta días. Todas estas hazañas deportivas hicieron conocida a la marca, que mantenía ventas elevadas en sus automóviles de turismo.

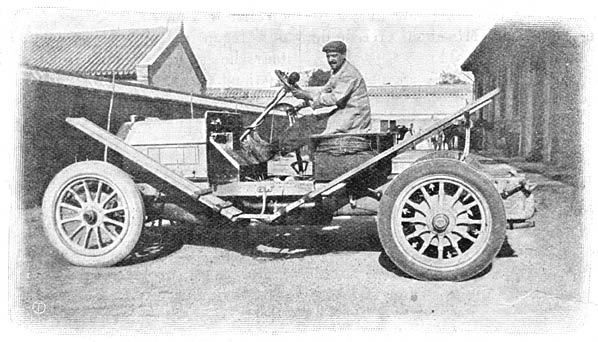
Itala ganador de la carrera Pekín a París de 1907.

La compañía experimentó con una nueva gama de motores que incorporaban novedosas características como tiempo variable, válvula de camisa, y válvulas rotativas, y que estrenaron modelos como el Itala WW1. Durante la guerra Itala se dedicó a la producción de motores de avión, lo que trajo como consecuencia que la compañía sufriera importantes pérdidas a nivel financiero. Después del armisticio se reanuda la producción de automóviles basados en los modelos que comercializaba Itala antes de la guerra, como el Tipo 50 25/35hp y el Tipo 55, pero ambos modelos no fueron capaces de alcanzar el éxito financiero esperado por la marca.

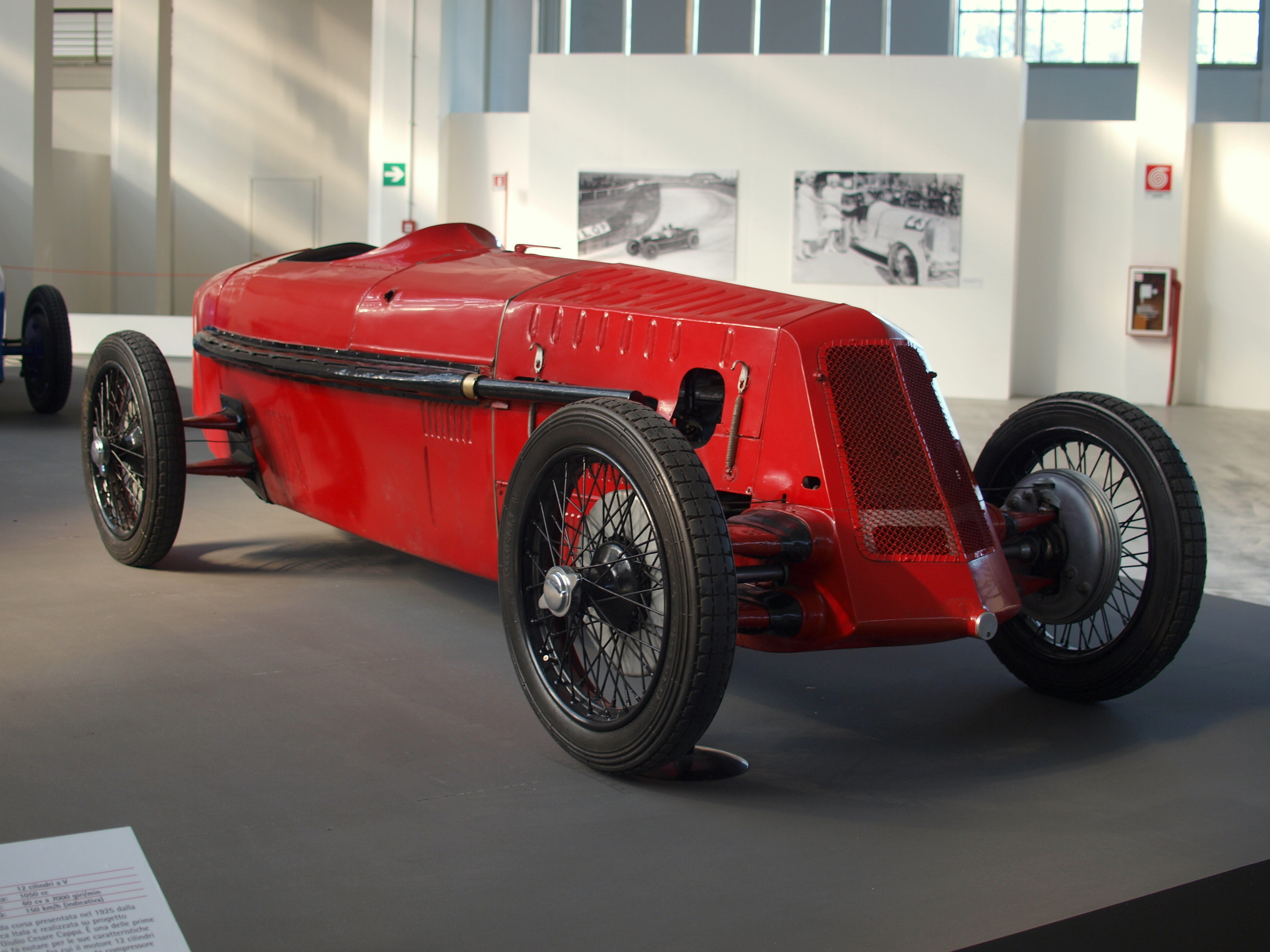
Itala Tipo 11.

En 1924, debido a las precarias condiciones financieras de Itala, la empresa pasa a estar bajo administración judicial pública y nombran a Giulio Cesare Cappa de Fiat como director general. Bajo su mando se lanzó un nuevo modelo, el Itala Tipo 61, con motor de aleación de 7 cilindros que fue relativamente bien recibido. La compañía decidió también adentrarse nuevamente en las competiciones, fabricando el modelo Tipo 11 un coche muy avanzado con tracción delantera, motor V-12 supercargado, y suspensión independiente, sin embargo el coche nunca llegó a correr. Dos Tipo 61 tomaron parte en la carrera de las 24 Horas de Le Mans de 1928, ganando en la clase de 2 litros.
Para 1929 la compañía fabricante de camiones Officine Metallurgiche e Meccaniche di Tortona adquiere los derecho de la marca Itala y sus bienes, manteniendo activa la producción de automóviles sin mucho éxito hasta 1935, cuando es finalmente adquirida por Fiat.

## Automóviles
- Itala 18 HP
- Itala 24 HP
- Itala 50 HP
- Itala Tipo 50 (25/35 CV)
- Itala Tipo 55 (35/45 CV)
- Itala WW1
- Itala Tipo 11
- Itala Tipo 51
- Itala Tipo 61

## Galería

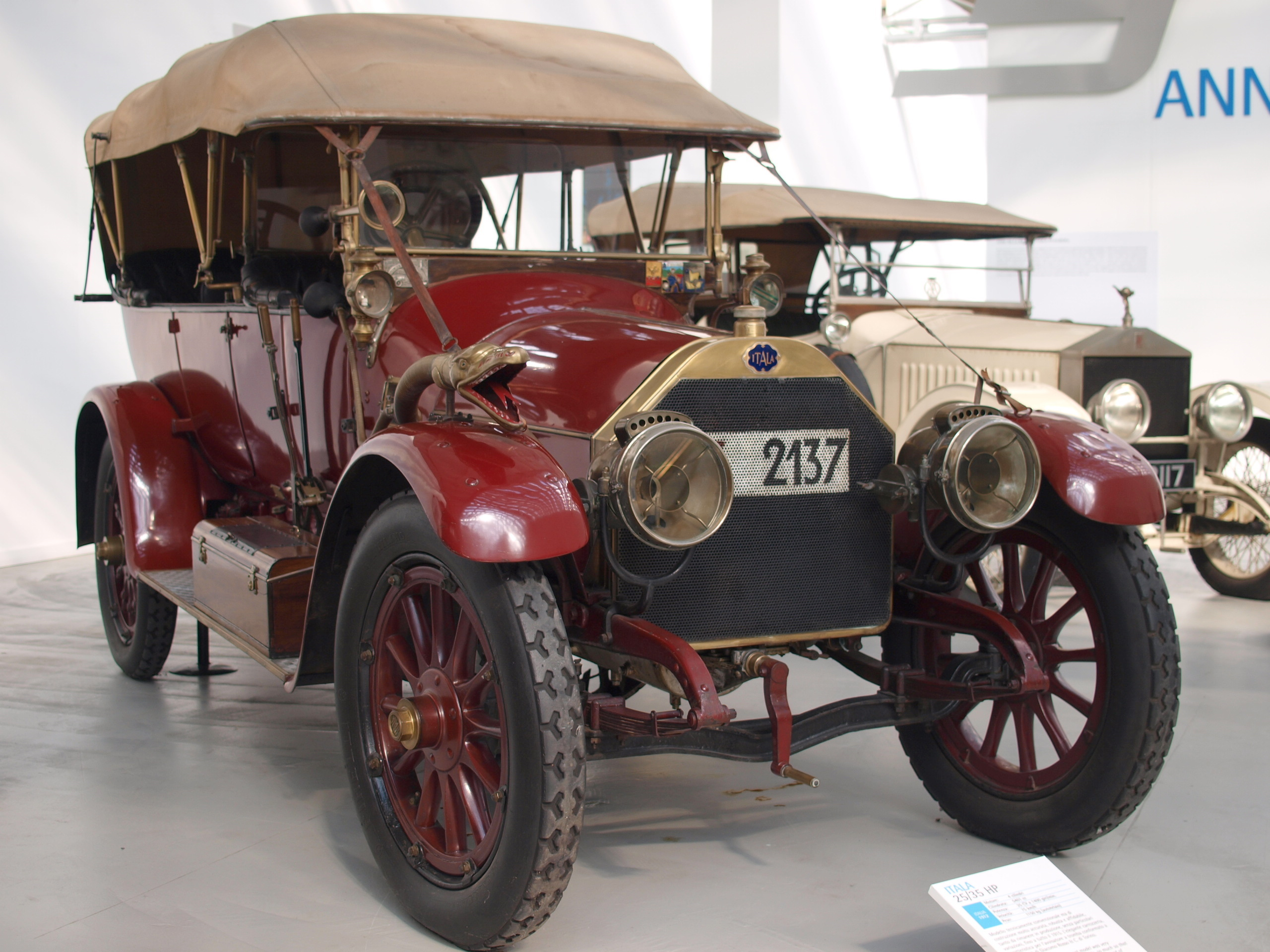
Itala 25/35 hp.
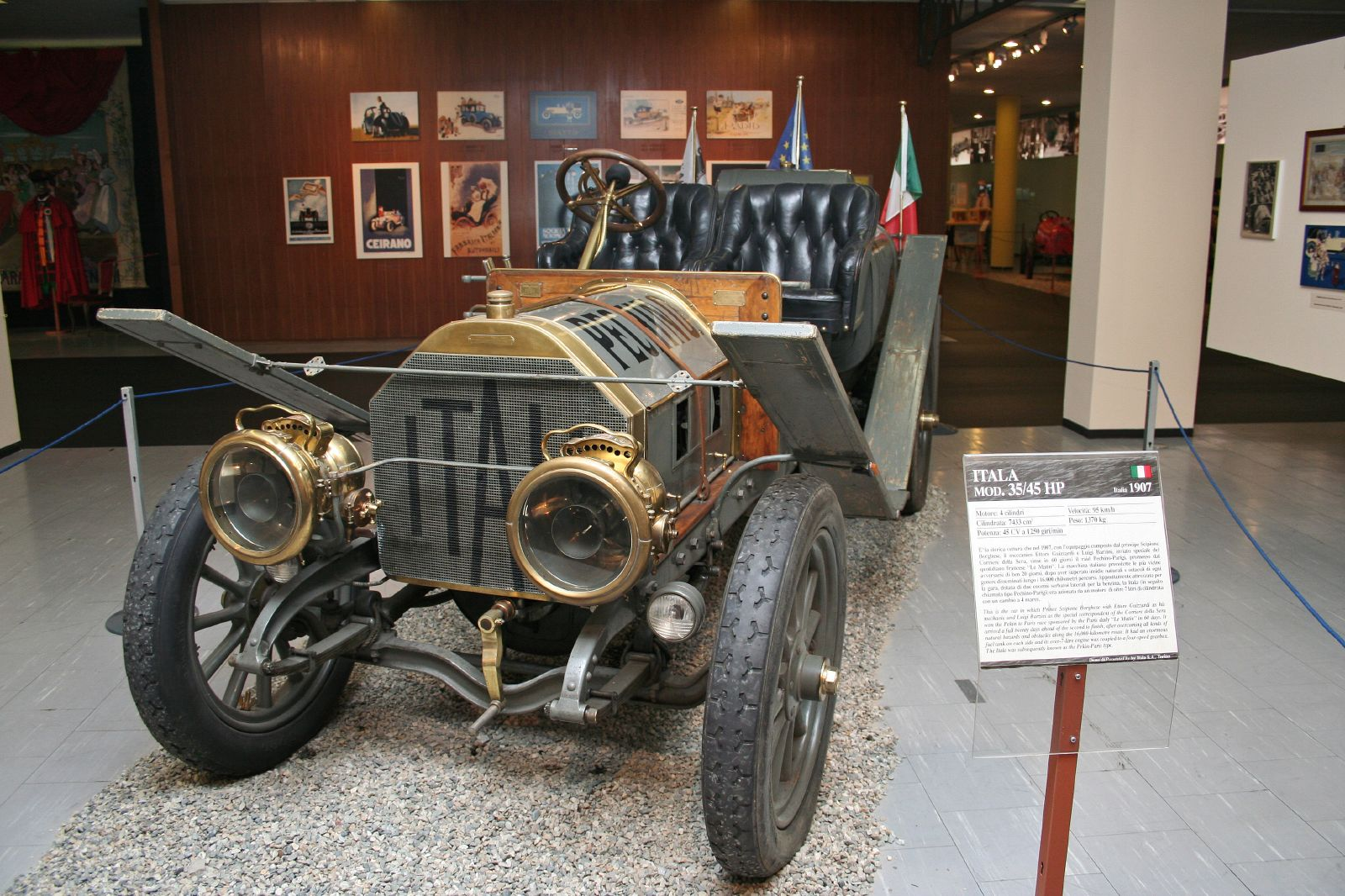
Itala 35/45 hp.
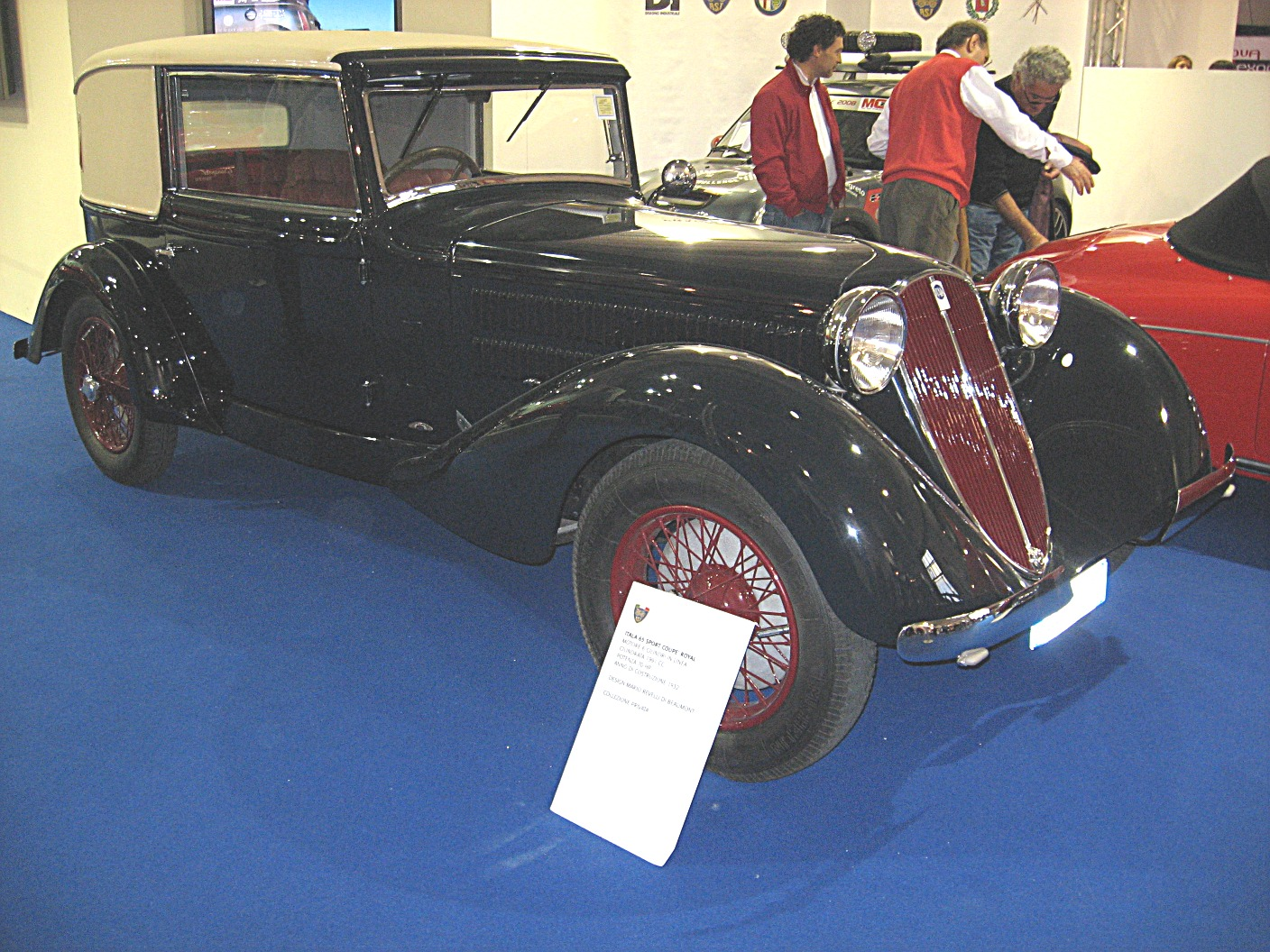
Itala 65 Sport Coupé.
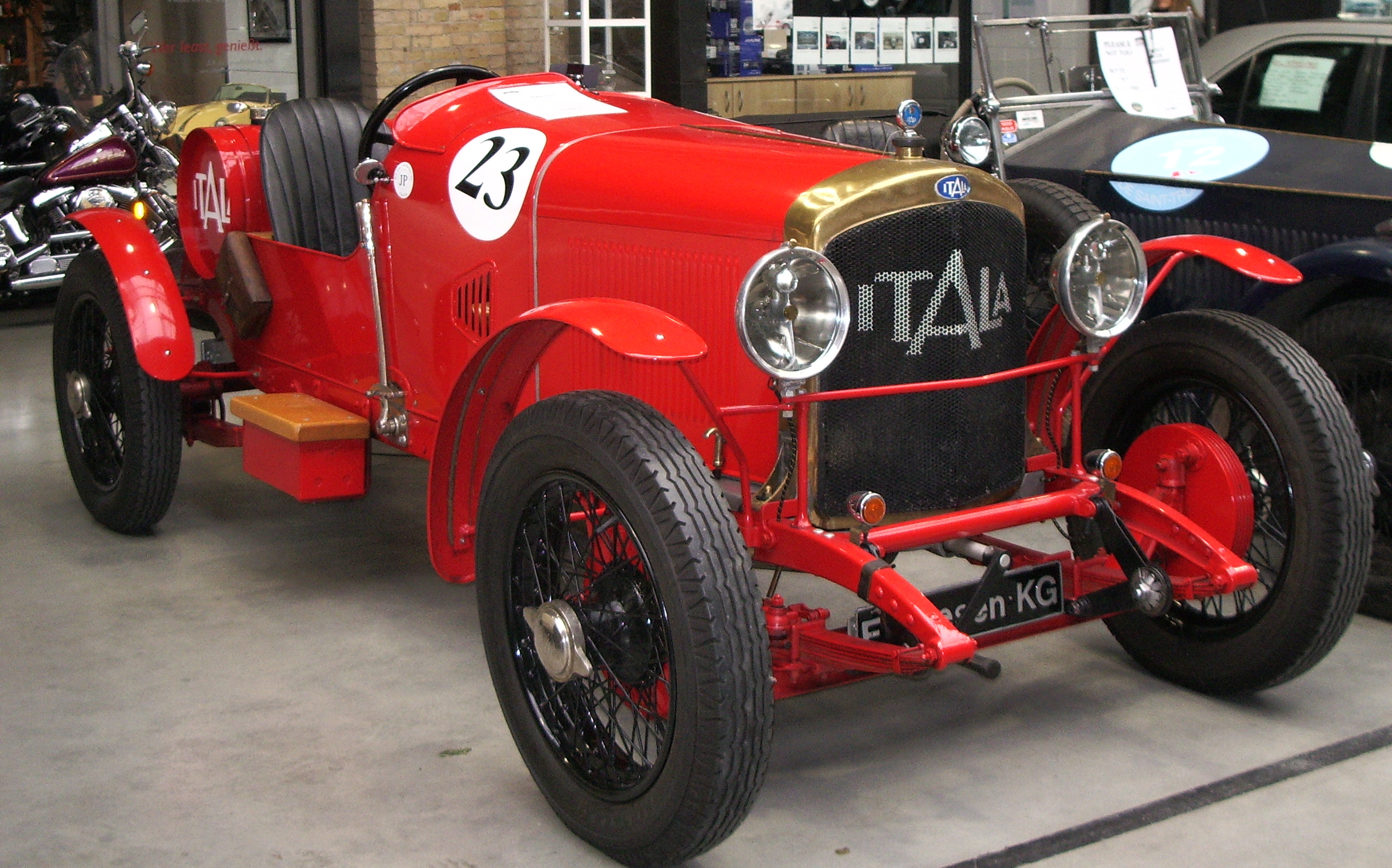
Itala 51 SS.